# ريز أب (باقران)
ريز أب (بالفارسية: ریزاب) هي مستوطنة تقع في إيران في قسم باقران الريفي. يقدر عدد سكانها بـ 111 نسمة .